# Annamária Tóth
Annamária Tóth (dekliški priimek Kovács), madžarska atletinja, * 14. september 1945, Budimpešta, Madžarska.
Nastopila je na poletnih olimpijskih igrah leta 1968, ko je osvojila bronasto medaljo v peteroboju. Devetkrat je postala madžarska državna prvakinje v atletiki.